# Dobrovlje pri Mozirju
Dobrovlje pri Mozirju je naselje v  Občini Mozirje.